# Herminia dolosa
Herminia dolosa är en fjärilsart som beskrevs av Butler 1879. Herminia dolosa ingår i släktet Herminia och familjen nattflyn. Inga underarter finns listade i Catalogue of Life.